# NGC 3020
NGC 3020 је спирална галаксија у сазвежђу Лав која се налази на NGC листи објеката дубоког неба.
Деклинација објекта је + 12° 48' 49" а ректасцензија 9h 50m 6,5s. Привидна величина (магнитуда) објекта NGC 3020 износи 12,2 а фотографска магнитуда 12,9. Налази се на удаљености од 22,9000 милиона парсека од Сунца. NGC 3020 је још познат и под ознакама UGC 5271, MCG 2-25-45, CGCG 63-82, IRAS 09474+1302, PGC 28296.